# Aequatorium
Genre
Aequatorium  est un genre de plantes à fleurs de la famille des Asteraceae.

## Liste d'espèces
Selon BioLib (24 juin 2018) :
- Aequatorium asterotrichum B. Nord.
- Aequatorium jamesonii (S.F. Blake) C. Jeffrey

Selon Catalogue of Life (24 juin 2018) :
- Aequatorium albiflorum (Wedd.) Cuatrec. & S. Díaz-Piedrahíta
- Aequatorium asterotrichum B.Nord.
- Aequatorium caucanum S. Díaz Piedrahita & Cuatrec.
- Aequatorium jamesonii (S.F. Blake) C. Jeffrey
- Aequatorium latibracteolatum S. Díaz-Piedrahita & Cuatrec.
- Aequatorium lepidotum B.Nord.
- Aequatorium palealbum S.Díaz & A.Correa
- Aequatorium polygonoides (Cuatrec.) B.Nord.
- Aequatorium repandiforme B.Nord.
- Aequatorium sinuatifolium S. Díaz Piedrahita & Cuatrec.
- Aequatorium tatamanum S. Diaz-Piedrahita & A. Correa
- Aequatorium venezuelanum V. M. Badillo
- Aequatorium verrucosum (Wedd.) S. Díaz-Piedrahíta & Cuatrec.

Selon NCBI (24 juin 2018) :
- Aequatorium asterotrichum B.Nord.
- Aequatorium lepidotum B.Nord.

Selon The Plant List (24 juin 2018) :
- Aequatorium albiflorum (Wedd.) Cuatrec. & S.Díaz
- Aequatorium asterotrichum B.Nord.
- Aequatorium cajamarcense H.Rob. & Cuatrec.
- Aequatorium carpishense (Cuatrec.) H.Rob. & Cuatrec.
- Aequatorium caucanum S.Díaz & Cuatrec.
- Aequatorium jamesonii (S.F.Blake) C.Jeffrey
- Aequatorium juninense H.Rob. & Cuatrec.
- Aequatorium latibracteolatum S.Díaz & Cuatrec.
- Aequatorium lepidotum B.Nord.
- Aequatorium limonense B.Nord.
- Aequatorium palealbum S.Díaz & A.Correa
- Aequatorium pascoense H.Beltrán & H.Rob.
- Aequatorium polygonoides (Cuatrec.) B.Nord.
- Aequatorium repandiforme B.Nord.
- Aequatorium repandum (Wedd.) C.Jeffrey
- Aequatorium rimachianum (Cuatrec.) H.Rob. & Cuatrec.
- Aequatorium sinuatifolium S.Díaz & Cuatrec.
- Aequatorium stellatopilosum (Greenm. & Cuatrec.) C.Jeffrey
- Aequatorium tatamanum S.Díaz & A.Correa
- Aequatorium tovarii H.Rob. & Cuatrec.
- Aequatorium tuestae (Cuatrec.) H.Rob. & Cuatrec.
- Aequatorium venezuelanum V.M.Badillo
- Aequatorium verrucosum (Wedd.) S.Díaz & Cuatrec.

Selon Tropicos (24 juin 2018) (Attention liste brute contenant possiblement des synonymes) :
- Aequatorium albiflorum (Wedd.) Cuatrec. & S. Díaz
- Aequatorium asterotrichum B. Nord.
- Aequatorium cajamarcense H. Rob. & Cuatrec.
- Aequatorium carpishense (Cuatrec.) H. Rob. & Cuatrec.
- Aequatorium caucanum S. Díaz & Cuatrec.
- Aequatorium fabrisii (Cabrera) C. Jeffrey
- Aequatorium jamesonii (S.F. Blake) C. Jeffrey
- Aequatorium juninense H. Rob. & Cuatrec.
- Aequatorium kingii H. Rob. & Cuatrec.
- Aequatorium latibracteolatum S. Díaz & Cuatrec.
- Aequatorium lepidotum B. Nord.
- Aequatorium limonense B. Nord.
- Aequatorium palealbum S. Díaz & A. Correa
- Aequatorium pascoense H. Beltrán & H. Rob.
- Aequatorium polygonoides (Cuatrec.) B. Nord.
- Aequatorium repandiforme B. Nord.
- Aequatorium repandum (Wedd.) C. Jeffrey
- Aequatorium rimachianum (Cuatrec.) H. Rob. & Cuatrec.
- Aequatorium sinuatifolium S. Díaz & Cuatrec.
- Aequatorium stellatopilosum (Greenm. & Cuatrec.) C. Jeffrey
- Aequatorium tatamanum S. Díaz & A. Correa
- Aequatorium tovarii H. Rob. & Cuatrec.
- Aequatorium tuestae (Cuatrec.) H. Rob. & Cuatrec.
- Aequatorium venezuelanum V.M. Badillo
- Aequatorium verrucosum (Wedd.) S. Díaz & Cuatrec.

Selon World Register of Marine Species (24 juin 2018) :
- Aequatorium albiflorum (Wedd.) Cuatrec. & S.Díaz
- Aequatorium asterotrichum B.Nord.
- Aequatorium cajamarcense H.Rob. & Cuatrec.
- Aequatorium castillense B.Nord.
- Aequatorium caucanum S.Díaz & Cuatrec.
- Aequatorium jamesonii (S.F.Blake) C.Jeffrey
- Aequatorium jamesonii S.F.Blake
- Aequatorium juninense H.Rob. & Cuatrec.
- Aequatorium latibracteolatum S.Díaz & Cuatrec.
- Aequatorium lepidotum B.Nord.
- Aequatorium limonense B.Nord.
- Aequatorium palealbum S.Díaz & A.Correa
- Aequatorium pascoense H.Beltrán & H.Rob.
- Aequatorium polygonoides (Cuatrec.) B.Nord.
- Aequatorium repandiforme B.Nord.
- Aequatorium sinuatifolium S.Díaz & Cuatrec.
- Aequatorium stellatopilosum (Greenm. & Cuatrec.) C.Jeffrey
- Aequatorium stellatopilosum Cuatrec.
- Aequatorium tatamanum S.Díaz & A.Correa
- Aequatorium tovarii H.Rob. & Cuatrec.
- Aequatorium venezuelanum V.M.Badillo
- Aequatorium verrucosum (Wedd.) S.Díaz & Cuatrec.